# New Brunswick Hawks
Die New Brunswick Hawks waren ein kanadisches Eishockeyfranchise der American Hockey League aus Moncton, New Brunswick. Die Spielstätte der Hawks war das Moncton Coliseum.

## Geschichte
Der Verein wurde 1978 gegründet und war fortan Farmteam der Chicago Black Hawks und der Toronto Maple Leafs. Insgesamt zweimal erhielten die Hawks die F. G. „Teddy“ Oke Trophy, als sie Erster in ihrer Division wurden (1979/80, 1981/82). Ihre erfolgreichste Spielzeit war die Saison 1981/82, in der sie in der regulären Saison sowohl Erster in ihrer Division, als auch aller Teams wurden. In den Playoffs gewannen sie schließlich den Calder Cup: Im Finale setzten sie sich in der Best-of-Seven-Serie gegen die Binghamton Whalers 4:1 durch. 1980 waren die New Brunswick Hawks in den Finalspielen mit 2:4 noch an den Hershey Bears gescheitert.
Im Jahr 1982 wurden die Hawks von den Toronto Maple Leafs umgesiedelt und in St. Catharines Saints umbenannt. Währenddessen wurde von den Edmonton Oilers mit den Moncton Alpines ein neues Franchise in Moncton angesiedelt.

## Saisonstatistik
Abkürzungen: GP = Spiele, W = Siege, L = Niederlagen, T = Unentschieden, OTL = Niederlagen nach Overtime SOL = Niederlagen nach Shootout, Pts = Punkte, GF = Erzielte Tore, GA = Gegentore, PIM = Strafminuten
| Saison  | GP  | W   | L   | T  | Pts | GF   | GA   | Platz     | Playoffs                                                                                  |
| ------- | --- | --- | --- | -- | --- | ---- | ---- | --------- | ----------------------------------------------------------------------------------------- |
| 1978/79 | 80  | 41  | 29  | 10 | 92  | 315  | 288  | 2., North | Niederlage 1. Runde, 2:3 (Nova Scotia)                                                    |
| 1979/80 | 79  | 44  | 27  | 8  | 96  | 325  | 271  | 1., North | Niederlage im Finale, 2:4 (Hershey Bears)                                                 |
| 1980/81 | 80  | 37  | 33  | 10 | 84  | 317  | 298  | 2., North | Niederlage 2. Runde, 3:4 (Maine Mariners)                                                 |
| 1981/82 | 80  | 48  | 21  | 11 | 107 | 338  | 227  | 1., North | Sieg im Finale, 4:1 (Binghamton Whalers)                                                  |
| Gesamt  | 319 | 170 | 110 | 39 | 379 | 1295 | 1084 |           | 4 Playoff-Teilnahmen 9 Serien: 6 Siege, 3 Niederlagen 50 Spiele: 30 Siege, 20 Niederlagen |

## Team-Rekorde

### Karriererekorde
Spiele: 218  Lowell Loveday
Tore: 73  Bruce Boudreau
Assists: 133  Bruce Boudreau
Punkte: 206  Bruce Boudreau
Strafminuten: 423  Mel Hewitt

## Bekannte ehemalige Spieler
- J. P. Bordeleau
- Bruce Boudreau
- Alain Daigle
- Steve Larmer